# Tomasz Opałka
Tomasz Jakub Opałka (ur. 6 czerwca 1983 w Ostrowcu Świętokrzyskim) – polski kompozytor.

## Życiorys
Uczęszczał do szkół muzycznych pierwszego i drugiego stopnia w Ostrowcu i Kielcach. Początkowo w klasie perkusji, następnie w klasie puzonu. W latach 2006–2011 studiował w Uniwersytet Muzyczny Fryderyka Chopina w Warszawie w klasie kompozycji profesora Krzysztofa Baculewskiego, uzyskując dyplom z oceną celującą. W 2013 roku otrzymał tytuł doktora.
Od 2010 roku prowadził zajęcia na macierzystej uczelni jako asystent stażysta, od 2011 prowadził zajęcia z instrumentacji oraz seminarium muzyki współczesnej. Poza wykładami w UMFC prowadził również gościnne wykłady w Warszawskiej Szkole Filmowej, oraz w Łazienkach Królewskich w ramach programu Łazienki ForMusic.
W latach 2008–2012 był członkiem Koła Młodych Związku Kompozytorów Polskich, a w latach 2010–2012 był jego wiceprzewodniczącym. Od 2012 roku jest członkiem Związku Kompozytorów Polskich. Od 2013 roku jest członkiem Zarządu Głównego Związku Kompozytorów Polskich. Od 2007 roku jest członkiem Stowarzyszenia Autorów ZAiKS, a od 2010 roku zasiada w Komisji Repartycyjnej tegoż stowarzyszenia. Jest również członkiem amerykańskiego stowarzyszenia kompozytorów i autorów The SCL (Society of Composers and Lyricists).
Był trzykrotnym stypendystą Ministra Kultury i Dziedzictwa Narodowego, Stypendystą Fundacji Pro Polonia, DongSan Research Foundation, Towarzystwa im. Witolda Lutosławskiego, dwukrotnym stypendystą Funduszu Popierania Twórczości Stowarzyszenia Autorów ZAiKS.
Od grudnia 2012 przebywa w Los Angeles.

## Działalność i dorobek
Tworzył utwory na zamówienie takich instytucji, jak: Towarzystwo im. Witolda Lutosławskiego, Instytut Adama Mickiewicza, Narodowa Orkiestra Symfoniczna Polskiego Radia w Katowicach, Zamek Królewski w Warszawie, Filharmonia Kaliska, Centrum Myśli Jana Pawła II. W sezonie 2013/2014 Opałka będzie pełnił funkcję Kompozytora-Rezydenta w Filharmonii Gorzowskiej.
Utwory Tomasza Opałki wykonywane były na wielu festiwalach i koncertach w Polsce i za granicą. Wśród nich są: Łańcuch X (2013), Festiwal Prawykonań NOSPR, Warszawskie Spotkania Muzyczne 2013, Warszawska Jesień – Koncerty Koła Młodych ZKP (2008, 2010, 2011, 2012), Brücken Festival für Neue Musik (2009), COM’IN (2008, 2009), Cztery Pory Roku – Jesień (2009), Warszawskie Spotkania Muzyczne (2012, 2013), Generacje (2007, 2012), Festiwal Młodych Kompozytorów – Chopin. Transgresje (2010), Wszystkie Mazurki Świata (2010), Beijing Modern (2011), Musica Moderna (2012), Festiwalu organizowanym przez orkiestrę Sinfonia Varsovia – Letnie Koncerty na Grochowskiej, Cyklu Muzyka Kresów Wschodnich podczas Festiwalu Warszawska Jesień 2012.
Poza Polską utwory Tomasza Opałki wykonywane były w Niemczech, Rosji, Ukrainie, Słowacji, Białorusi, Chinach.
Muzyka Tomasza Opałki została wydana jak do tej pory na sześciu płytach (Castello GT, Polmic, Hudobne Centrum). Na początku 2013 roku ukazała się książka „Dźwięki, Szepty, Zgrzyty” – 16 opisywana jako „Wywiady z 16 największymi polskimi kompozytorami” wśród nich, jako najmłodszy znalazł się Tomasz Opałka.
Utwory Opałki były wykonywane przez takie zespoły, jak: Polska Orkiestra Radiowa (dyr. Wojciech Michniewski, Łukasz Borowicz, Szymon Bywalec), Orkiestra Muzyki Nowej (dyr. Szymon Bywalec), Orkiestra Musica Festiva (dyr. Stanisław Krawczyński), Orkiestra Filharmonii Łódzkiej (dyr. Michał Klauza), Orkiestra Filharmonii Kaliskiej (dyr. Adam Klocek), Unplugged Orchestra (dyr. Michał Śmigielski), Scontri Ensemble, Chór Centrum Myśli Jana Pawła II oraz soliści: Maciej Frąckiewicz, Leszek Lorent, Janusz Wawrowski, Jadwiga Czarkowska, Wojciech Herzyk.
Łączy działalność na gruncie muzyki poważnej i filmowej. Jest autorem 19 partytur filmowych, wśród których są filmy nagradzane na konkursach i festiwalach filmowych na całym świecie. Wiele z tych filmów pojawia się również regularnie na antenie TVP Kultura. Wśród najbardziej nagradzanych produkcji są: Drwal (Lubmerjack) prod. Fumi Studio, Polska, w reżyserii Pawła Dębskiego (kilkanaście nagród), Skeleton Girl 3D (Kanada), prod. Bleeding Art Industries (Grand Prix na festiwalu filmów 3D BE FILM w Nowym Jorku, 2012), Na dobry początek Wojciecha Klimali (biorący udział w konkursie Młodego Kina podczas 36. Festiwalu Polskich Filmów Fabularnych w Gdyni), Żaklina Marcina Szuwarowskiego (biorący udział w konkursie Młodego Kina podczas 37. Polskich Festiwalu Filmów Fabularnych w Gdyni).

## Nagrody
Jest autorem wielu nagradzanych i wykonywanych utworów na różnych konkursach kompozytorskich w kraju i za granicą:
- laureat Ogólnopolskiego Konkursu dla Młodych Kompozytorów „Crescendo” w Tarnowie w 2001;
- nagroda na III Ogólnopolskim Konkursie Kompozytorskim Uczniowskiego Forum Muzycznego za utwór Wspomnienie... w 2002;
- zdobywca pierwszej nagrody oraz Nagrody Wykonawców za utwór INTERACTION I na orkiestrę w 2003;
- w 2006 roku otrzymał III Nagrodę (pierwszej nie przyznano) na Międzynarodowym Konkursie Kompozytorskim Alexandra Moyzesa w Bratysławie, za kompozycję Visions of Perfect Shapes na orkiestrę symfoniczną. Tam też miało miejsce prawykonanie tego utworu przez Slovak Radio Symphony Orchestra, dyrygował Daniel Gazon[3][4];
- w tym samym roku otrzymał II nagrodę za utwór EPIDERMA – na wielką orkiestrę symfoniczną na Konkursie Kompozytorskim Grzegorza Fitelberga w Katowicach[5];
- w listopadzie 2007 otrzymał III nagrodę na Pierwszym Ogólnopolskim Konkursie Kompozytorskim Jana Pawła II za utwór Liść – na chór i orkiestrę do tekstów Mai Baczyńskiej;
- w grudniu 2007 otrzymał II nagrodę Ogólnopolskiego Konkursu Kompozytorskiego im. Karola Szymanowskiego zorganizowanego z okazji 90-lecia ZAiKS (pierwszej nie przyznano) ex aequo z Bartoszem Kowalskim-Banasewiczem za utwór Quadra. W kwietniu 2008 odbyło się prawykonanie nagrodzonych kompozycji przez Polską Orkiestrę Radiową pod dyrekcją Łukasza Borowicza;
- w 2008 otrzymał równorzędną pierwszą nagrodę w programie TVP – Dolina Kreatywna[6];
- w grudniu 2009 otrzymał trzecią nagrodę na Międzynarodowym Konkursie Kompozytorskim im. Grażyny Bacewicz w Łodzi, za utwór „Symfonia Horyzont Zdarzeń”. 11 grudnia 2009 nastąpiło prawykonanie Symfonii Horyzont Zdarzeń oraz nagranie płytowe koncertu w Łódzkiej Filharmonii;
- w 2010 roku zdobył główną nagrodę podczas prestiżowego Konkursu Kompozytorskiego Wawel: Musica Festiva, któremu przewodniczył Henryk Mikołaj Górecki. Konkurs ogłoszony przez Zamek Królewski na Wawelu z okazji 600-rocznicy Bitwy pod Grunwaldem. Utwór został nagrany i wydany płycie DVD[7];
- również w 2010 roku był finalistą Ogólnopolskiego Konkursu Kompozytorskiego im. Tadeusza Bairda;
- w 2012 był Finalistą Transatlantyk Film Music Competition[8].

## Ważniejsze kompozycje
- „L.A. Concerto” – koncert na skrzypce i orkiestrę symfoniczną (2013)
- „D.N.A.” – koncert na bas klarnet i orkiestrę kameralną (2012)
- „Collisions of the Matter” – na orkiestrę symfoniczną (2012)
- „Loca Deserta” – na gitarę i kwartet smyczkowy (2012)
- „RIOT” – na orkiestrę kameralną (2012)
- „Crossroads” – na dwa akordeony (2012)
- „Fil d’araignée” – na skrzypce solo (2012)
- Muzyka do filmu „ExAnimo” (2012)
- Muzyka do filmu „SKELETON GIRL” (2012)
- Muzyka do filmu „ŻAKLINA” (2012)
- Muzyka do filmu „BRACIA” (2012)
- „Flutters” – na 2 flety (2012)
- „Organ Odyssey” – Epilogue – na organy (2011)
- „4 Phases for 2" – na bass klarnet i marimbę (2011)
- „VITALITY” – Koncert na multiperkusję i orkiestrę symfoniczną (2011)
- Muzyka do filmu „Na dobry początek” (2011)
- Muzyka do filmu „Dłonie” (Palms) (2011)
- Muzyka do filmu „DRWAL” (Lumberjack) (2010)
- „Calisa Concerto” – na 10 fortepianów i orkiestrę (2010)
- „x–Pose” – na klarnet/klarnet basowy, akordeon, gitarę elektryczną i wiolonczelę (2010)
- „Przestrzenie” – na wielką orkiestrę symfoniczną (2010)
- „Chop-in Matrix” – na nonet w składzie: cl, tr, batt, cmb, fsarmca, pf, vn, vc, cb (2010)
- „Advection” – dla 18 wykonawców (2010)
- „Blue, Black, White” – na flet, 2 głosy żeńskie, perkusję i elektronikę (2009)
- „Tran-Ist-One” – na dwie perkusje i dwa fortepiany (2009)
- „In-Tension” – trio (fl, ob, vn) (2009)
- Muzyka do filmu „Legenda” (2009)
- Symfonia Horyzont Zdarzeń – na wielką orkiestrę symfoniczną (2009)
- per-Version v2.5 – 2009
- Muzyka do filmu Ofiara – 2009
- Muzyka do filmu Wielka Wyprawa – 2009
- In-Tension – 2009
- Muzyka do etiudy filmowej Rezonans – 2009
- Muzyka do etiudy filmowej FLASH – 2009
- Cirro-Stratus – na taśmę (2009)
- Five CloudScapes – na akordeon solo (2009)
- per-Version – 2009
- SAYA – 2008
- Muzyka do etiudy filmowej Zooll Kontrolle – 2008
- Im-Pulse – (2008)
- Muzyka do etiudy filmowej Pożegnanie – 2008
- Myotis – 2008
- DreamScapes – na organy i waltornię (2008)
- Muzyka do etiudy filmowej ECHO – 2008
- Autumn8 v2.0 – 2007
- Quadra – na orkiestrę symfoniczną (2007)
- Liść – do tekstów Mai Baczyńskiej (2007)
- Muzyka do filmu Skok (2007)
- Autumn 8 – 2007
- Capriccio – 2007
- Libera ME – 2007
- Lights – 2007
- Sięgając do Początku – na chór i orkiestrę (2007)
- Muzyka do filmu Człowiek bez twarzy (2006)
- EPIDERMA – na wielką orkiestrę symfoniczną (2006)
- Visions of Perfect Shapes – na orkiestrę symfoniczną (2006)
- Sleeping Mind – 2005
- Wspomnienie… – wersja symfoniczna – 2005
- Muzyka stykających się wszechświatów – 2005
- INTERACTION I – 2003
- Wspomnienie… – 2001
- Trio – 2001